# تانيا ماكوين
تانيا ماكوين (بالإنجليزية: Tanya McQueen)‏ هي مصممة ديكور ‏ أمريكية، ولدت في 18 فبراير 1972.

## وصلات خارجية
- الموقع الرسمي
- تانيا ماكوين على موقع IMDb (الإنجليزية)
- تانيا ماكوين على موقع قاعدة بيانات الفيلم (الإنجليزية)